# Burgstall Aalen
Der Burgstall Aalen bezeichnet eine abgegangene mittelalterliche Höhenburg bei Aalen etwa 1000 Meter südöstlich des Kastells Aalen auf einer Bergzunge im Ostalbkreis in Baden-Württemberg.

Wappen der Herren von Aalen nach Gustav Adelbert Seyler (Neuer Siebmacher (1911))

1136 wurde die Burg mit dem Ortsadel des Dorfes Aalen, den Herren von Aalen, erwähnt und wie auch das Dorf 1388 im Krieg gegen Bayern (Städtekrieg 1387–1389) zerstört. Von der etwa 50 Meter langen Burganlage, die heute ein frei zugängliches Bodendenkmal ist, sind noch Wallreste erhalten.